# Lanuéjols, Gard
Lanuéjols là một xã trong tỉnh Gard thuộc vùng Occitanie, phía nam nước Pháp. Xã Lanuéjols, Gard nằm ở khu vực có độ cao trung bình 903 mét trên mực nước biển.